# Capheris vandami
Capheris vandami är en spindelart som först beskrevs av Hewitt 1916.  Capheris vandami ingår i släktet Capheris och familjen Zodariidae. Inga underarter finns listade.